# Санчес, Хосе Томас
Хосе Томас Санчес (исп. José Tomás Sánchez; 17 марта 1920, Пандан — 9 марта 2012, Манила) — филиппинский и куриальный кардинал. Титулярный епископ Лесви и вспомогательный епископ Касереса с 5 февраля 1968 по 12 декабря 1972. Коадъютор с правом наследования епархии Лусены с 12 декабря 1972 по 12 января 1982. Архиепископ Новой Сеговии с 12 января 1982 по 22 марта 1986. Секретарь Конгрегации евангелизации народов с 30 октября 1985 по 1 июля 1991. Префект Конгрегации по делам духовенства с 1 июля 1991 по 15 июня 1996. Председатель Папской Комиссии по сохранению художественного и культурного наследия Церкви с 1 июля 1991 по 4 мая 1993. Кардинал-дьякон с титулярной диаконией Сан-Пио-V-а-Вилла-Карпенья с 28 июня 1991 по 26 февраля 2002. Кардинал-священник с титулом церкви pro hac vice Сан-Пио-V-а-Вилла-Карпенья с 26 февраля 2002.

## Ранняя жизнь и священство
Хосе Томас Санчес родился 17 марта 1920 года, в Пандане — городе в области острова Катандуанес и посещал семинарию Святого Розария в Нага-сити, университет Святого Фомы, в Маниле, где он получил докторантуру в богословии. Он был рукоположён в священники 12 мая 1946 года.
Как священник, Санчес нёс интенсивную пастырскую деятельность в Сорсогоне и Легаспи, диоцезах в который в данный периода, был генеральным викарием. Он также преподавал в младшей семинарии Сорсогона, академии Святой агнессы, высшей школы Элбэя и в университете Аквината в Легаспи. Он также преподавал в главной семинарии Святого Розария в Нага-сити.

## Епископ
5 февраля 1968 года, Санчес был избран титулярным епископом Лесви и вспомогательным епископом Касереса. Он получил свою епископскую ординацию 12 мая 1968 года, в кафедральном соборе Сан-Хорхе, Легаспи. Ординацию проводил титулярный архиепископ Юстиниаполиса в Галатии Кармине Рокко — нунций на Филиппинах, которому сослужили и помогали Флавиано Ариола — епископ Легаспи и Арнульфо Арчилья — епископ Сорсогона. 12 декабря 1972 года Санчес был назван коадъютором епископа Лусены, которому он наследовал 25 сентября 1976 года.
С 1970 года, он был членом административного совета конференции епископов Филиппин; с 1976 года, председатель комитета по апостолату мирян; с 1976 года по 1980 год, сопредседатель церковно-военной комиссии; и с 1981 года по 1985 год, член постоянной комиссии федерации конференций азиатских епископов. В 1974 году, он был делегатом Филиппин на III Ассамблеи Синода епископов, посвященных евангелизации. 12 января 1982 года он стал архиепископом Новой Сеговии и ушел в отставку 22 марта 1986 года.

## На работе в Римской курии
С 30 октября 1985 года по 1 июля 1991 года, он был Секретарём Конгрегации Евангелизации Народов в Римской Курии.
Как Секретарь Конгрегации Евангелизации Народов, в энциклике Redemptoris Missio он предложил комментарий, особенно в отношении определенных аспектов, свойственных с деятельностью его дикастерии.

## Кардинал
1 июля 1991 года Санчес был назван префектом Конгрегации по делам духовенства (до 15 июня 1996 года), и служил с 1 июля 1991 года по 4 мая 1993 года председателем Папской Комиссии по сохранению художественного и культурного наследия Церкви. Санчес был возведён и объявлен кардиналом-дьяконом Иоанном Павлом II на консистории от 28 июня 1991 года, с титулярной диаконией Сан-Пио-V-а-Вилла-Карпенья (титулярная диакония была повышена pro hac vice к пресвитерскому титулу).
17 марта 2000 года потерял право участвовать в Конклавах. 17 марта 2010 года кардиналу Санчесу исполнилось 90 лет.

## Смерть
Кардинал Хосе Томас Санчес скончался 9 марта 2012 года, в 4:30 утра, по филиппинскому времени, в Маниле, не дожив 8 дней до своего 92-летия.
Кардинал Санчес умер от полиорганной недостаточности в Мемориальном медицинском центре имени кардинала Сантоса в Сан-Хуан-Сити, Метро Манила. Его похороны прошли в понедельник 12 марта, была отслужена заупокойная месса в 10 часов утра и под предстоятельством кардинала Видаля. Его тело было захоронено в гробнице, специально подготовленной для него в санктуарии в кафедральном соборе Доброго Пастыря.